# Ropica coomani
Ropica coomani är en skalbaggsart som beskrevs av Maurice Pic 1926. Ropica coomani ingår i släktet Ropica och familjen långhorningar. Inga underarter finns listade i Catalogue of Life.